# ダーマトグラフ

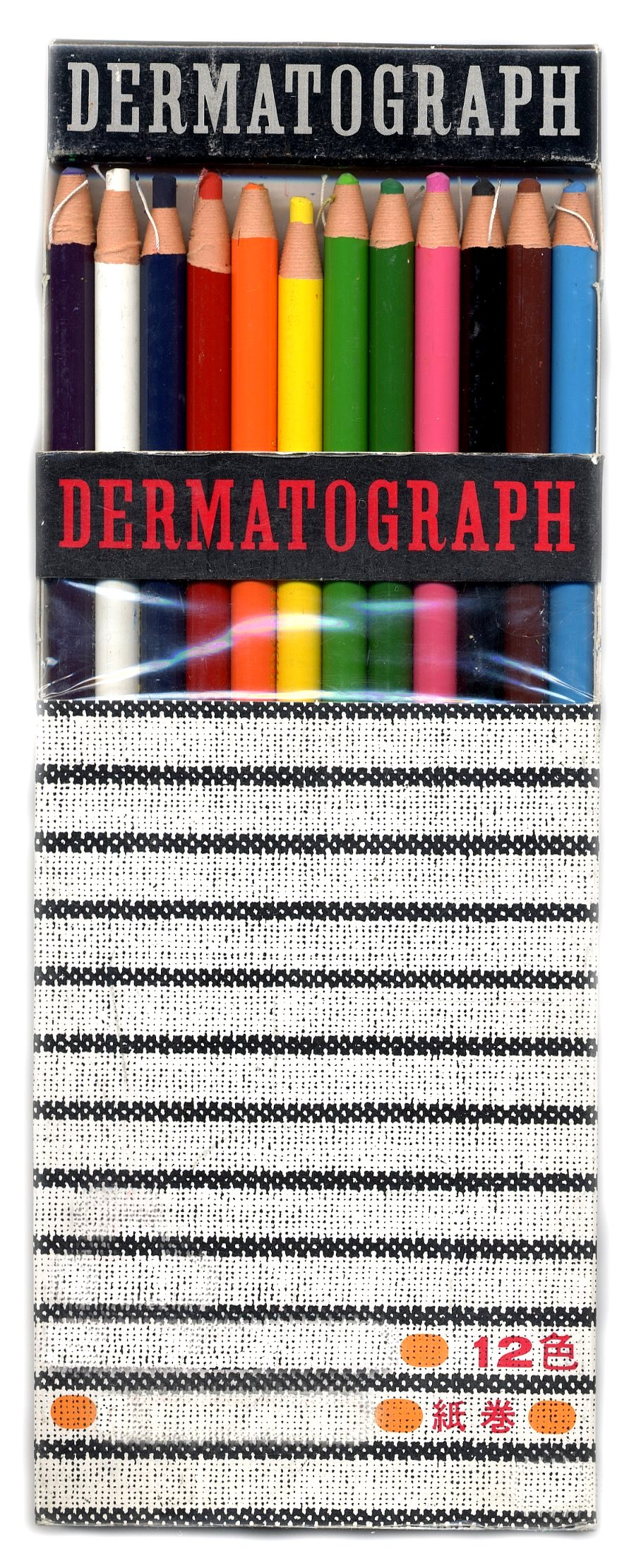
ダーマトグラフ（dermato-とは「皮膚の」の意味。）

ダーマトグラフ（Dermatograph、デルマトグラフとも）は筆記用具の一つである。なお、「ダーマトグラフ」は三菱鉛筆の登録商標で、一般には紙巻鉛筆、グリースペンシルとも呼ばれる。

## 概要
芯にワックスを多く含んだ色鉛筆。特徴として、
- ガラスや陶器など通常の筆記用具では書くことが困難なものにも使用することができる
- 芯が柔らかいので傷つきやすいものに筆記しても痛めない
- 表面がつるつるしたものへの筆記は布等で拭き取れば容易に抹消が可能

などがあげられる。
元々は手術の際に皮膚に直接書き込むために用いられたので、この名称がある。他にも、写真フィルムに傷を付けづらいため、フィルムスリーブやコンタクトシートなどへ書き込む際に用いられている。また、アナログ音声が記録されたオープンリールテープが一般的だった頃は、手切り編集する際に、テープへ切断位置の目印を記入するために使用されていて、放送業界では業界用語で「デルマ」と呼ばれている。
軸先の紙を、皮のようにめくることで新しい芯先を出す構造となっているのが一般的である。木軸を使わない理由は、芯にワックスが多く含まれているため、温度変化などにより芯が縮むことがあり、軸から芯が抜け落ちることを防ぐ意味合いもある。
芯径：4.4 mm、軸形状：丸紙巻、軸径：90 mm、全長：198 mm、重量：10.5 g

## 日本における他社製品
- トンボ鉛筆 -「マーキンググラフ No.2285」

- コーリン鉛筆 -「コーリン ダーマトグラフ No.1818」※生産終了
  - 現在は、コーリン鉛筆タイランド社が「ソフトマーカー」として製造販売している。
- キリン鉛筆 -「キリン ダーマトグラフ No.6200」※生産終了